# 每日时报 (马拉维)
每日时报（The Daily Times）是一份在馬拉維布兰太尔出版的日报，由布兰太尔印刷出版有限公司出版，它是该国最古老的报纸，于1895年创办。 1972年更為現名 。